# 7月12日
7月12日（しちがつじゅうににち）は、グレゴリオ暦で年始から193日目（閏年では194日目）にあたり、年末まであと172日ある。

## できごと

第3回十字軍、アッコン攻城戦終結(1191)

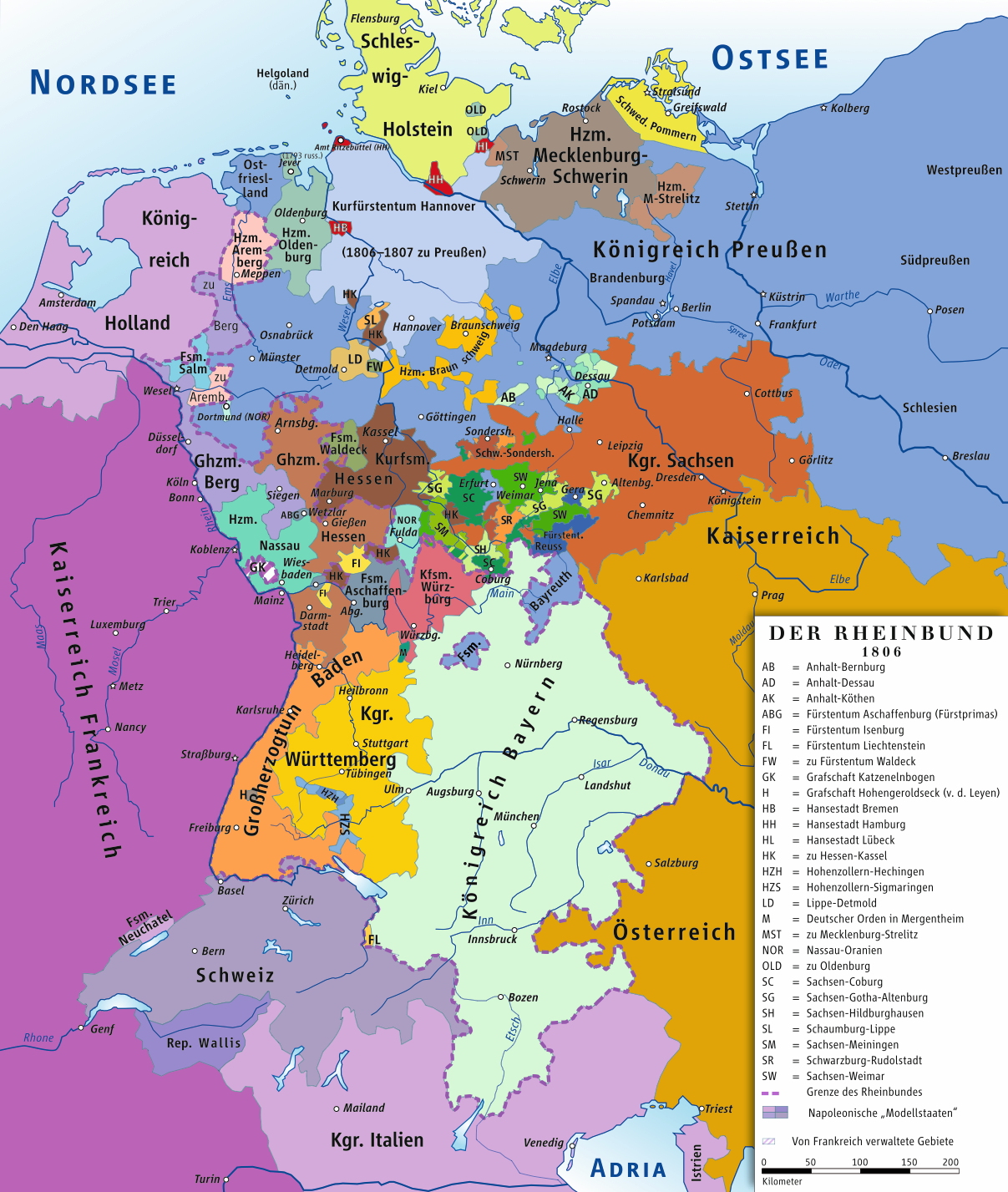
ドイツの諸侯がナポレオンを盟主としたライン同盟を結成(1806)

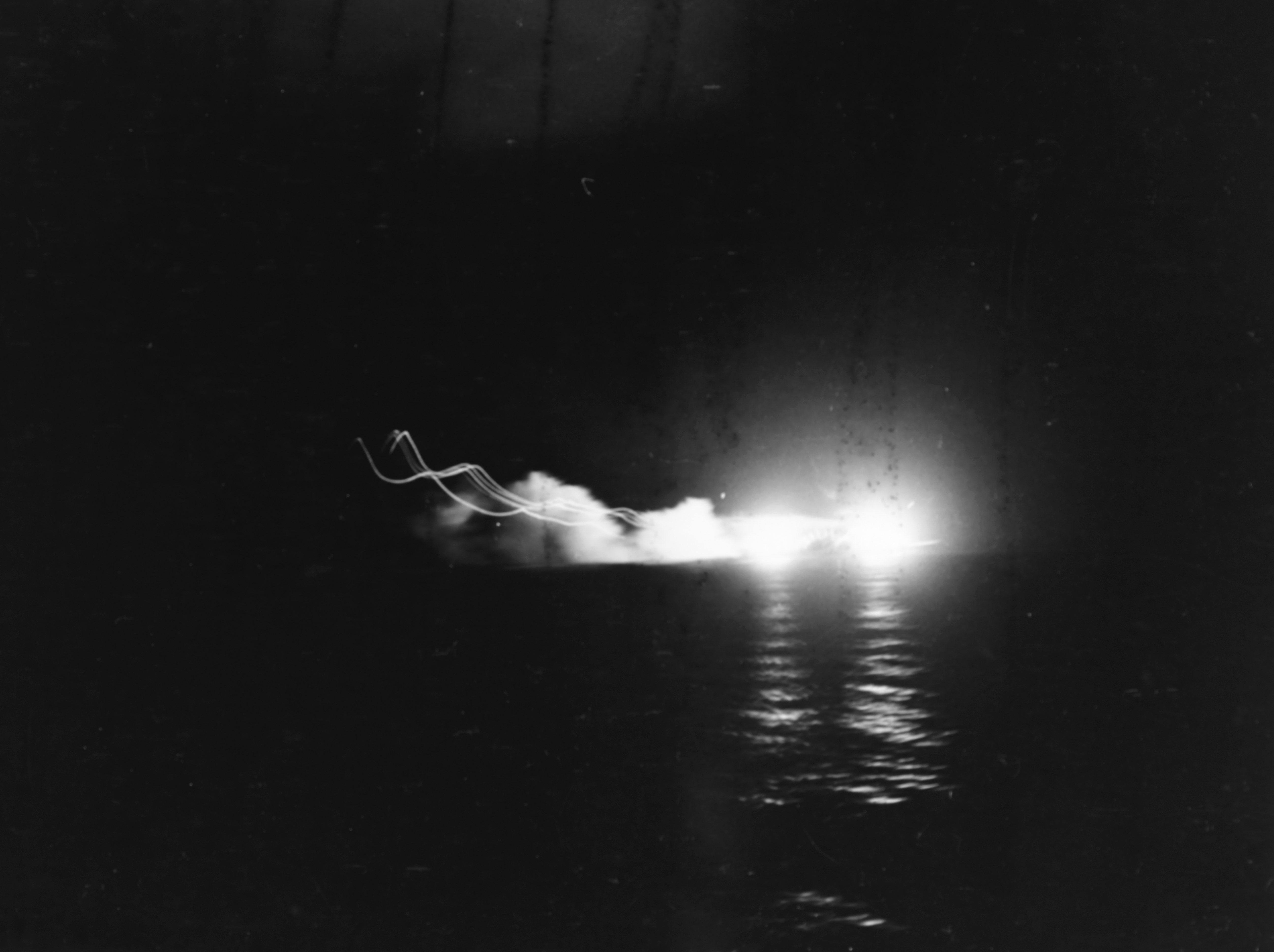
第二次世界大戦、コロンバンガラ島沖海戦(1943)

- 645年（孝徳天皇元年6月14日） - 皇極天皇の弟・軽皇子が即位して第36代天皇・孝徳天皇に。中大兄皇子が皇太子となる。
- 1191年 - 第3回十字軍: アッコンが陥落し、2年に及ぶアッコン攻城戦が終結。
- 1441年（嘉吉元年6月24日） - 嘉吉の乱: 播磨守護・赤松満祐が室町幕府将軍・足利義教を自邸に招き謀殺。
- 1495年（明応4年6月20日） - 宗祇の『新撰菟玖波集』が完成。
- 1543年 - イングランド王ヘンリー8世が6番目で最後の妻キャサリン・パーとハンプトン・コート・パレスで結婚。
- 1562年 - ユカタンの司教ディエゴ・デ・ランダがインディオの異端尋問を行い、多数のマヤの絵文書の焚書を命じる。
- 1635年（寛永12年5月28日）- 江戸幕府が第3次鎖国令を布告。日本人の海外渡航および海外滞在者の帰国が禁止される。
- 1690年（ユリウス暦7月1日） - ウィリアマイト戦争: ボイン川の戦い。
- 1790年 - フランス革命: 国民議会が聖職者民事基本法を制定。
- 1806年 - 神聖ローマ帝国に属していたドイツの諸侯が帝国を離脱し、ナポレオンを盟主とするライン同盟を結成する。
- 1862年 - アメリカ合衆国で名誉勲章が制定される。
- 1868年（明治元年5月23日） - 明治政府が、飛騨国の旧天領を管轄する飛騨県、兵庫港を管轄する兵庫県を設置。
- 1899年 - 吉野川が増水して各地で堤防が決壊。一条町では小学校や多数の人家が流失。死傷者197人、浸水家屋多数、田畑の収穫皆無[1]。
- 1902年 - アーサー・バルフォアがイギリス首相に就任。
- 1912年 - 新潟県・長野県を流れる姫川が氾濫。下流の糸魚川市では、小学校や国道橋のほか多数の人家が流される被害。
- 1913年 - 第二革命開始。江西省で李烈鈞が袁世凱政権からの独立を宣言。
- 1917年 - 張勲復辟: 北京政府国務総理段祺瑞率いる討逆軍が張勲軍を破り北京に入城、溥儀が退位を宣言。
- 1918年 - 日本海軍の戦艦「河内」が徳山湾で爆発事故により沈没。
- 1920年 - ソビエト・リトアニア平和条約（英語版）締結。ロシアがリトアニアの独立を承認。
- 1925年 - 社団法人東京放送局（現：NHK放送センター）がラジオ本放送を開始。
- 1941年 - 第二次世界大戦: 英ソ相互援助協定が締結される。
- 1943年 - 第二次世界大戦・太平洋戦争: コロンバンガラ島沖海戦が行われる。
- 1943年 - 第二次世界大戦・独ソ戦: プロホロフカの戦いが行われる。
- 1945年 - 第二次世界大戦・日本本土空襲: 敦賀大空襲。日本海側沿岸の都市としては最初の空襲。
- 1945年 - 第二次世界大戦・日本本土空襲: 宇都宮大空襲。
- 1947年 - パリで第1回欧州経済復興会議開催。欧州経済協力委員会 (CEEC) の設置を決議。
- 1953年 - 姫路少年刑務所で暴動が発生。職員20人、受刑者4人が負傷した[2]。
- 1962年 - ローリング・ストーンズがロンドン・マーキークラブで初のライブを行う。
- 1967年 - ニューアーク暴動（英語版）。米ニュージャージー州ニューアークで白人警官による黒人タクシー運転手への暴行事件をきっかけにした黒人暴動が起こり、23名の死者と1500名以上にのぼる逮捕者を出す。
- 1967年 - アンギラがイギリス自治領セントキッツ・ネイビス・アンギラからの独立を宣言。1969年に元のイギリス植民地統治下に戻る。
- 1975年 - サントメ・プリンシペがポルトガルから独立。
- 1979年 - キリバスがイギリスから独立。
- 1979年 - ディスコ・デモリッション・ナイト。メジャーリーグのタイガース対ホワイトソックスの試合で行われたイベントで観衆がフィールドに乱入。ダブルヘッダーの第2試合が没収試合となる。
- 1984年 - 島根県の荒神谷遺跡で多数の銅剣を発見。
- 1987年 - JR北海道・幌内線が最終運転。翌7月13日廃止。
- 1993年 - 北海道南西沖地震。マグニチュード7.8、死者202人。
- 1996年 - 堺市学童集団下痢症が発生。大阪府堺市で学校給食を原因とする集団食中毒により、児童7,892人を含む9,523人が腸管出血性大腸菌O157に感染。児童3名が死亡[3]。
- 1997年 - 鳥取県境港市で、『山陰・夢みなと博覧会』開幕[4]。
- 2000年 - そごうグループ22社が民事再生法の適用を申請。多摩そごうが特別清算開始を申請。
- 2002年 - 使用済自動車の再資源化等に関する法律が制定される。
- 2003年 - 米原子力空母「ロナルド・レーガン」が就役。存命中の元米大統領の名が空母に命名されるのは史上初。
- 2005年 - モナコ大公アルベール2世の即位式が行なわれる。
- 2006年 - イスラエル軍によるレバノン侵攻が始まる。
- 2006年 - ポーランドの石油資源探索会社が、バルト海に沈んでいたドイツ海軍の航空母艦「グラーフ・ツェッペリン」を発見。
- 2010年 - 2010年 FIFAワールドカップでスペイン代表が初優勝。
- 2013年 - 東京証券取引所との経営統合に伴い、大阪証券取引所の現物株式の取引が終了。
- 2014年 - 米アラスカ州ジュノーにおいて、『空席の椅子の記念碑』の除幕式が執り行われる[5]。
- 2014年 - 大井川鐵道の大井川本線で特別急行列車のきかんしゃトーマス号が運行開始。
- 2016年 - 南シナ海の領有権を巡り、フィリピンが中国を訴えた裁判で、オランダ・ハーグの常設仲裁裁判所が、中国には同海域の島々に対する「歴史的権利」を主張する法的根拠はないとする南シナ海判決を下す[6][7]。

## 誕生日

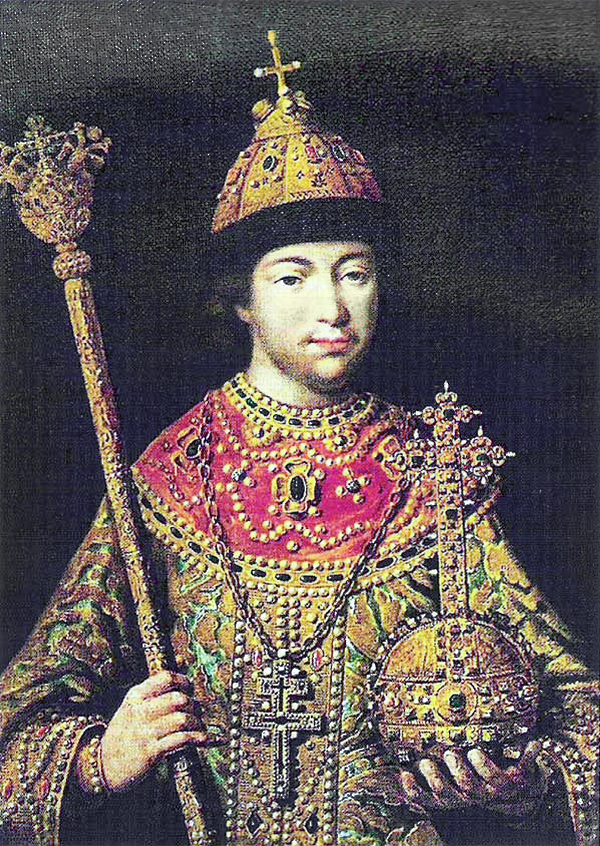
ロマノフ朝創始者、モスクワ・ロシアのツァーリ、ミハイル・ロマノフ(1596-1645)誕生

| 新しい服が必要となるような仕事には用心しなさい。 |

| 哲学者にとって全てのニュースなるものはゴシップであり、それを書いたり読んだりするのは茶飲みがてらの老婆たちである。 |

| 春が桜の木とするようなことをあなたとしたい。――『あなたは日々戯れる』(1924) |

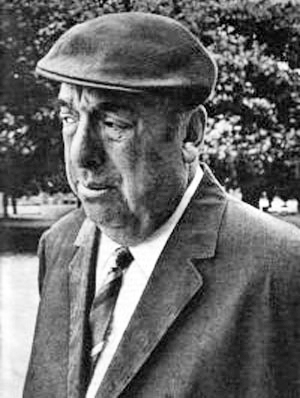
バスク系チリ人の詩人パブロ・ネルーダ(1904-1973)。

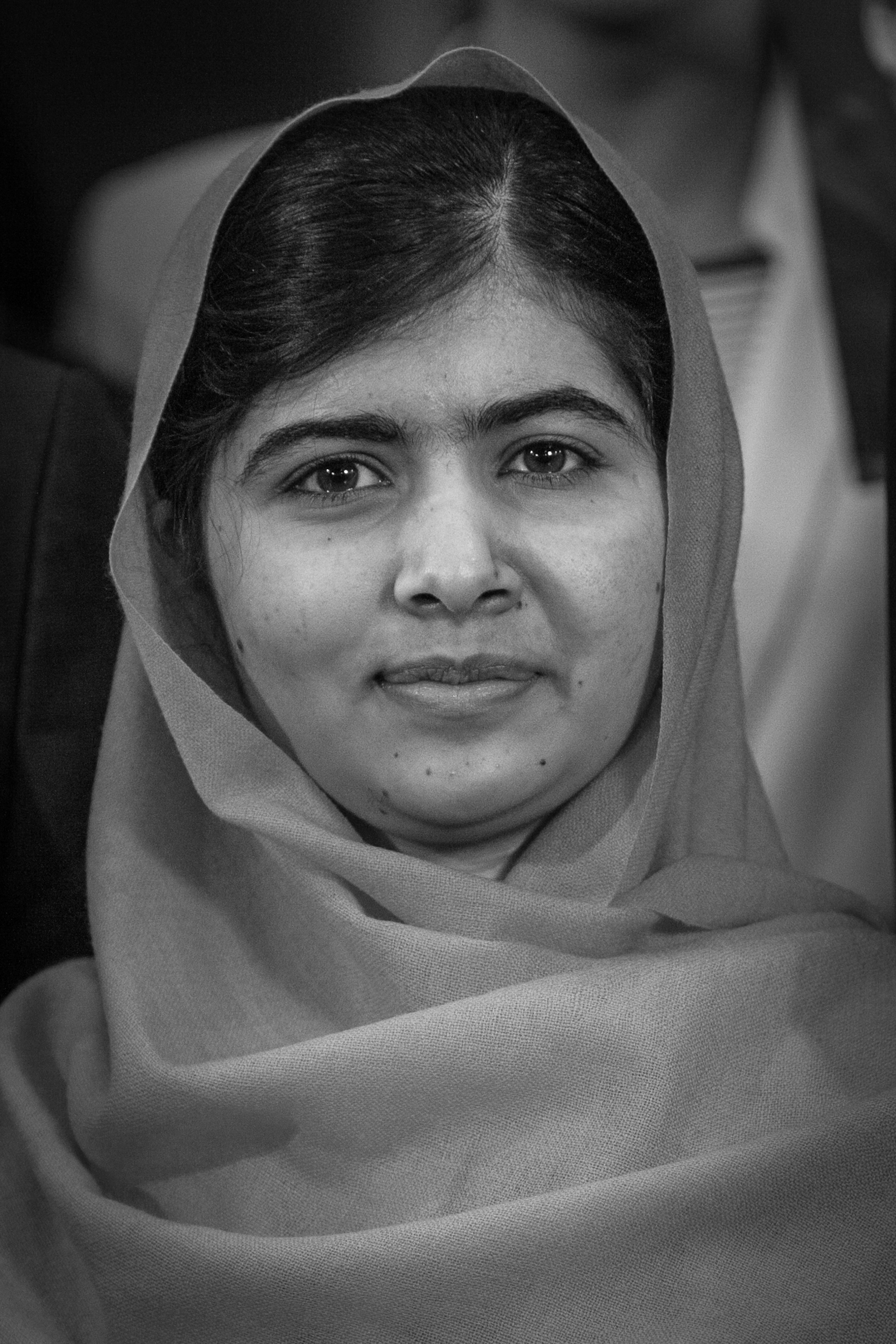
パキスタンの人権運動家マララ・ユスフザイ(1997-)

- 1596年 - ミハイル・ロマノフ、モスクワ大公、ロマノフ朝創始者（+ 1645年）
- 1675年 - エヴァリスト・ダッラーバコ、作曲家（+ 1742年）
- 1730年 - ジョサイア・ウェッジウッド、陶芸家（+ 1795年）
- 1794年 - クリスティアン・パンダー、動物学者（+ 1865年）
- 1817年 - ヘンリー・デイヴィッド・ソロー、作家、思想家（+ 1862年）
- 1824年 - ウジェーヌ・ブーダン、画家（+ 1898年）
- 1844年 - ジョージ・ゼットレイン、元プロ野球選手（+ 1905年）
- 1849年 - ウイリアム・オスラー、医学者（+ 1919年）
- 1854年 - ジョージ・イーストマン、発明家、コダック創業者（+ 1932年）
- 1863年 - パウル・ドルーデ、物理学者（+ 1906年）
- 1868年 - シュテファン・ゲオルゲ、詩人（+ 1933年）
- 1869年（明治2年6月4日） - 久原房之助、実業家、政治家（+ 1965年）
- 1870年 - ルイ2世、モナコ大公（+ 1949年）
- 1877年 - 暁烏敏、真宗大谷派の僧侶（+ 1954年）
- 1879年 - 古武弥四郎、生化学者（+ 1968年）
- 1880年 - トッド・ブラウニング、映画監督、俳優（+ 1962年）
- 1884年 - アメデオ・モディリアーニ、画家（+ 1920年）
- 1886年 - ラウル・ハウスマン、画家、詩人、写真家（+ 1971年）
- 1886年 - ジーン・ハーショルト、俳優（+ 1956年）
- 1892年 - ブルーノ・シュルツ、小説家、画家（+ 1942年）
- 1895年 - オスカー・ハマースタイン2世、ミュージカルの脚本家、作詞家（+ 1960年）
- 1895年 - キルステン・フラグスタート、ソプラノ歌手（+ 1962年）
- 1895年 - バックミンスター・フラー、建築家（+ 1983年）
- 1901年 - 川勝傳、実業家、南海ホークスオーナー（+ 1988年）
- 1902年 - 西竹一、陸軍軍人（+ 1945年）
- 1904年 - パブロ・ネルーダ、詩人（+ 1973年）
- 1913年 - ウィリス・ラム、物理学者（+ 2008年）
- 1913年 - 奥野誠亮、内務官僚、政治家（+ 2016年）
- 1917年 - アンドリュー・ワイエス、画家（+ 2009年）
- 1917年 - 富松信彦、元プロ野球選手（+ 1983年）
- 1922年 - 永原慶二、歴史学者（+ 2004年）
- 1923年 - ジェイムズ・E・ガン、小説家（+ 2020年）
- 1925年 - 小野田嘉幹、映画監督、脚本家
- 1925年 - 芥川也寸志、作曲家、指揮者（+ 1989年）
- 1926年 - シティ・ハスマ、ファーストレディ
- 1927年 - 京唄子、漫才師（+ 2017年）
- 1927年 - ジェリー伊藤、俳優、歌手（+ 2007年）
- 1927年 - 沖実郎、元プロ野球選手
- 1928年 - イライアス・コーリー、化学者
- 1928年 - 稲葉郁三、元プロ野球選手
- 1931年 - 木内幸男、高校野球指導者（+ 2020年）
- 1931年 - 築地容子、歌手、女優（+ 2013年）
- 1932年 - オーティス・デービス、陸上競技選手（+ 2024年）
- 1932年 - 西塚泰美、医学者、生化学者（+ 2004年）
- 1934年 - ヴァン・クライバーン、ピアニスト（+ 2013年）
- 1934年 - 川田正子、童謡歌手（+ 2006年）
- 1935年 - 大村智、化学者
- 1936年 - 荘司美代子、声優、女優（+ 2020年）
- 1938年 - 石岡瑛子、アートディレクター、デザイナー（+ 2012年）
- 1938年 - 井上哲夫、政治家（+ 2019年）
- 1939年 - 中村玉緒、女優
- 1942年 - 木原義隆、元プロ野球選手
- 1944年 - 東条文博、元プロ野球選手
- 1944年 - 四谷シモン、人形作家、俳優
- 1947年 - 荒俣宏、小説家、翻訳家
- 1947年 - 近藤光史、アナウンサー
- 1947年 - 森岡仙太、実業家
- 1948年 - 上野千鶴子、社会学者
- 1948年 - 戸谷公次、声優（+ 2006年）
- 1948年 - 上田卓三、元プロ野球選手
- 1952年 - 小宮和枝、声優
- 1952年 - 山口那津男、政治家
- 1953年 - 真弓明信、元プロ野球選手、監督
- 1953年 - 文月今日子、漫画家
- 1954年 - 古川享、実業家
- 1954年 - 中村秀利、声優（+ 2014年）
- 1954年 - 藤生聖子、声優
- 1955年 - 宮澤正、声優、俳優
- 1957年 - 北別府学、元プロ野球選手（+ 2023年）
- 1957年 - 森永卓郎、経済アナリスト、UFJ総合研究所研究員（+ 2025年）
- 1959年 - 片平なぎさ、女優
- 1959年 - 梅垣義明、俳優、コメディアン
- 1961年 - 糟谷敏秀、経済産業官僚
- 1963年 - 藤敏也、俳優
- 1964年 - 青野厚司、アニメーター
- 1964年 - 片山明、プロレスラー
- 1965年 - 馬野雅行、毎日放送アナウンサー
- 1965年 - 井上淳一、脚本家、映画監督
- 1966年 - アナ・トレント、女優
- 1966年 - 沢田泰司、ミュージシャン、ベーシスト（+ 2011年）
- 1966年 - 渡辺美里、歌手
- 1966年 - 井上真二、元プロ野球選手
- 1967年 - 江尻篤彦、元サッカー選手、指導者
- 1967年 - 西村賢太、小説家（+ 2022年）
- 1967年 - 木村真三、放射線衛生学者
- 1968年 - むぎわらしんたろう、漫画家
- 1968年 - 福田雄一、映画監督、脚本家、演出家
- 1969年 - 竹下潤、元プロ野球選手
- 1970年 - イ・ビョンホン、俳優
- 1970年 - 松丸元気、リングアナウンサー、ラジオパーソナリティ
- 1971年 - クリスティー・ヤマグチ、フィギュアスケート選手
- 1971年 - ドミトリー・カザルリガ、フィギュアスケート選手
- 1971年 - 長尾香里、NHK報道局国際部記者
- 1971年 - こうぶんこうぞう、画家
- 1971年 - 村上美香、フリーアナウンサー
- 1972年 - 江藤直美、元バレーボール選手
- 1972年 - スンダー・ピチャイ、実業家、Google最高経営責任者
- 1973年 - 五剣山博之、元大相撲力士
- 1973年 - クリスティアン・ヴィエリ、元サッカー選手
- 1973年 - エレーナ・レオノワ、フィギュアスケート選手
- 1973年 - 國分建臣、ミュージシャン、ドラマー
- 1973年 - 一雫ライオン、小説家、脚本家
- 1975年 - 白坂勝史、元プロ野球選手
- 1975年 - 羽曾部卓、化学者
- 1976年 - 舞田敏彦、教育学者
- 1977年 - 大場豊千、元プロ野球選手
- 1977年 - 江連裕子、フリーアナウンサー
- 1977年 - アニキ、お笑いタレント（ペンギンズ）
- 1977年 - 深澤仁博、元サッカー選手
- 1978年 - 石井義人、元プロ野球選手
- 1978年 - 山本隆弘、元バレーボール選手
- 1978年 - ウラジスラフ・ゾフニルスキー、フィギュアスケート選手
- 1979年 - 新井場徹、元サッカー選手
- 1979年 - 小林麻耶、タレント、キャスター、元アナウンサー
- 1980年 - Masayoshi Minoshima、作曲家、音楽プロデューサー、DJ
- 1980年 - 亘健太郎、お笑いタレント（フルーツポンチ）
- 1980年 - ブラッド・エルドレッド、元プロ野球選手
- 1981年 - 鈴木みらい、シンガーソングライター
- 1982年 - しほり、モデル、女優
- 1982年 - アントニオ・カッサーノ、元サッカー選手
- 1983年 - 河村めぐみ、モデル、元バレーボール選手
- 1983年 - 吉田安里、モデル、元バレーボール選手
- 1983年 - Chiho、モデル、タレント
- 1983年 - ヤレリス・バリオス、陸上競技選手
- 1984年 - 高橋裕紀、レーサー
- 1984年 - 永岡歩、CBCアナウンサー
- 1984年 - 南條愛乃、声優
- 1984年 - 新川めぐみ、演歌歌手
- 1985年 - 橋爪ヨウコ、タレント、お笑いタレント
- 1985年 - 伊阪達也、俳優
- 1985年 - エドガルド・バイエス、元プロ野球選手
- 1986年 - 並河一、俳優
- 1986年 - 高崎ひとみ、バスケットボール選手
- 1988年 - 種田梨沙、声優
- 1988年 - マルコー・マールトン、フィギュアスケート選手
- 1988年 - ジェレミー・バーフィールド、プロ野球選手
- 1989年 - 中村里砂、タレント、ファッションモデル
- 1990年 - 伊藤裕人、騎手
- 1990年 - 喜友名諒、空手家
- 1990年 - チェイスン・シュリーブ、プロ野球選手
- 1990年 - マシュー・チャドウィック、騎手
- 1990年 - エフゲン・ホロニウク、フィギュアスケート選手
- 1991年 - 種田ちえり、元グラビアアイドル、元タレント
- 1991年 - 亀田和毅、プロボクサー
- 1991年 - ハメス・ロドリゲス、サッカー選手
- 1991年 - ロドリゴ・バタグリア、サッカー選手
- 1991年 - 小野田龍之介、俳優
- 1991年 - 千代嵐慶喜、大相撲力士
- 1992年 - 石橋杏奈、女優、タレント
- 1992年 - 勧野甲輝、元プロ野球選手
- 1992年 - シモーネ・ヴェルディ、サッカー選手
- 1992年 - バルトシュ・ベレシンスキ、サッカー選手
- 1993年 - 宮下舞花、アイドル、歌手（元放課後プリンセス）
- 1994年 - 百田夏菜子、アイドル、歌手（ももいろクローバーZ）
- 1994年 - きゅんくん、ロボティクス・ファッション・クリエイター、メカ・エンジニア
- 1994年 - yuuna、モデル、元子役
- 1995年 - 平良拳太郎、プロ野球選手
- 1995年 - ルーク・ショー、サッカー選手
- 1996年 - 藤澤達弥、アナウンサー
- 1997年 - 杏野なつ、元タレント（元私立恵比寿中学）
- 1997年 - マララ・ユスフザイ、人権運動家
- 1998年 - ホスキンス・ソトゥトゥ、ラグビーユニオン選手
- 2000年 - ヴィニシウス・ジュニオール、サッカー選手
- 2001年 - 榛澤力、プロアイスホッケー選手
- 2001年 - 真白健太朗、声優
- 2004年 - 井内悠陽、俳優
- 生年不詳 - 摩天楼由香、元声優
- 生年不詳 - 馬場圭介、声優
- 生年不詳 - nonoc、歌手

## 忌日

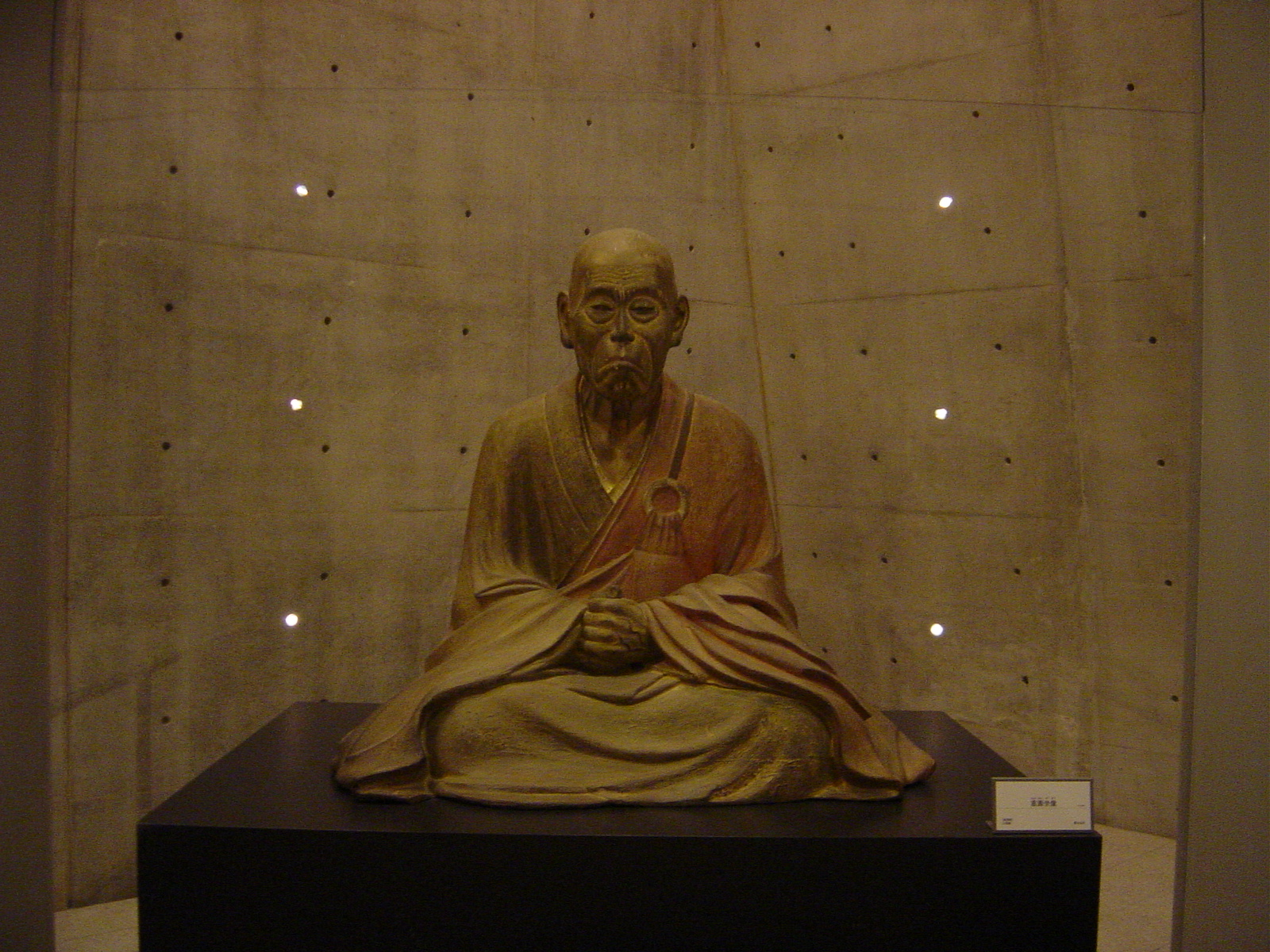
東大寺を復興した僧、重源(1121-1206)遷化。

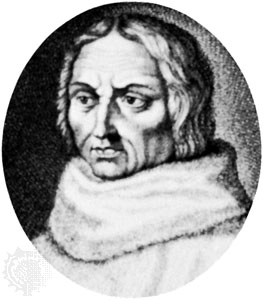
教会大分裂を終結させた神学者、ジャン・ジェルソン(1363-1429)没。

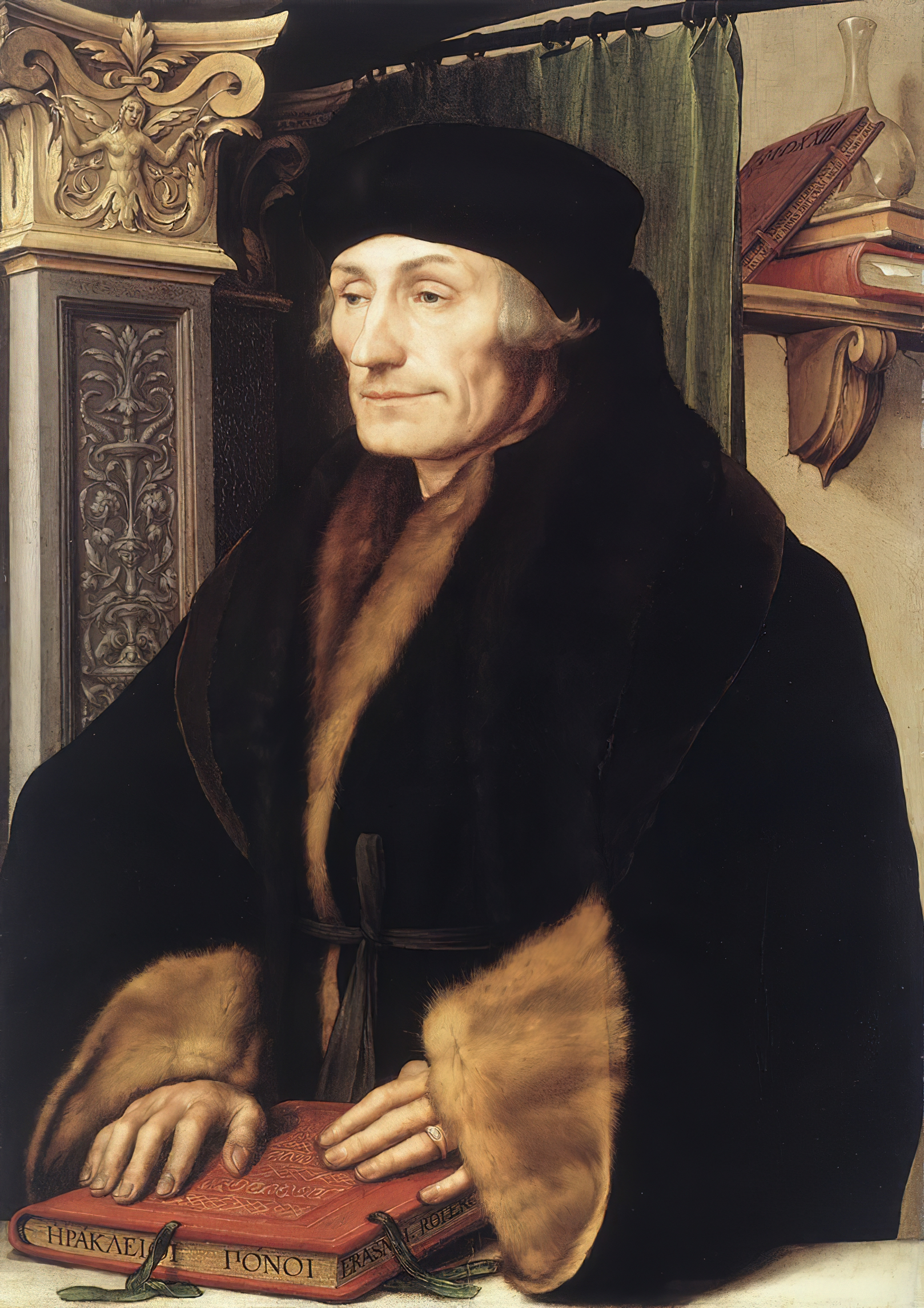
人文主義者、デジデリウス・エラスムス(1467-1536)没。

享保の改革を行った江戸幕府第8代将軍、徳川吉宗(1684-1751)没。

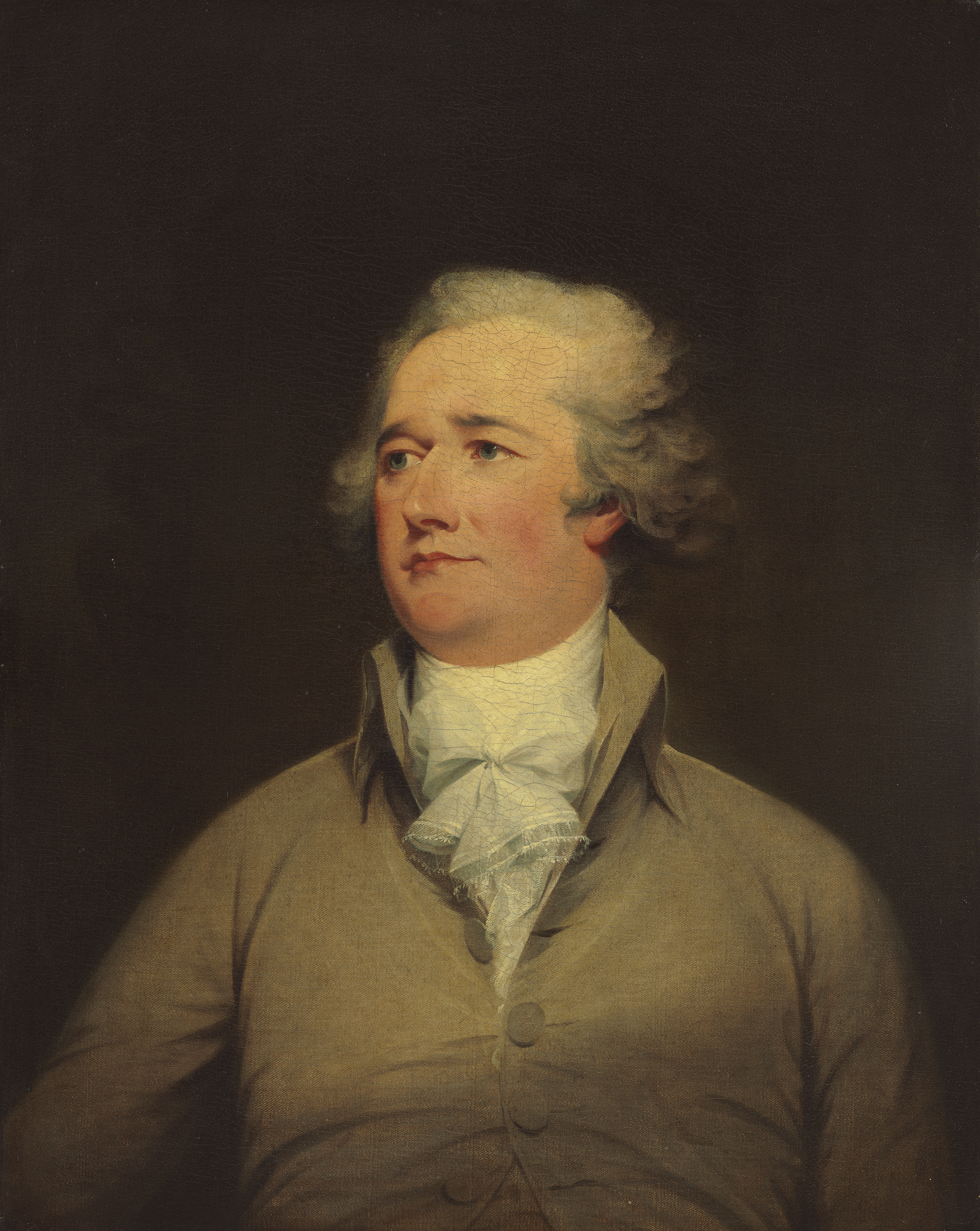
アメリカ合衆国憲法の起草者アレクサンダー・ハミルトン(1754-1804)、副大統領アーロン・バーとの決闘に敗れ没。

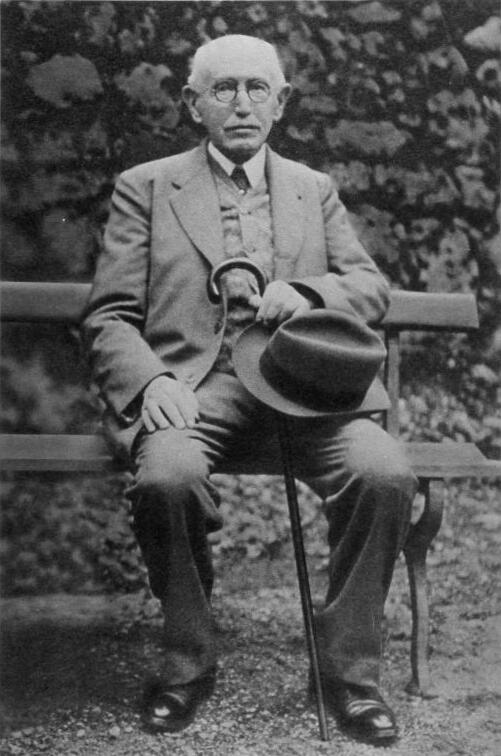
ドレフュス事件の被疑者、アルフレッド・ドレフュス(1859-1935)没。

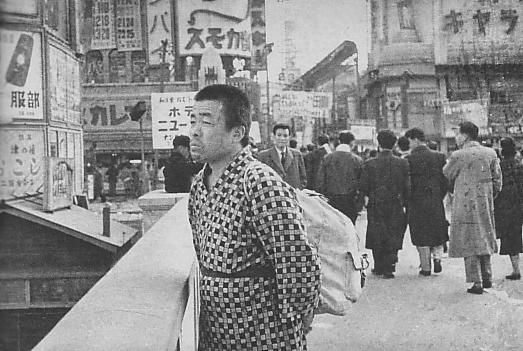
放浪の画家、山下清(1922-1971没。

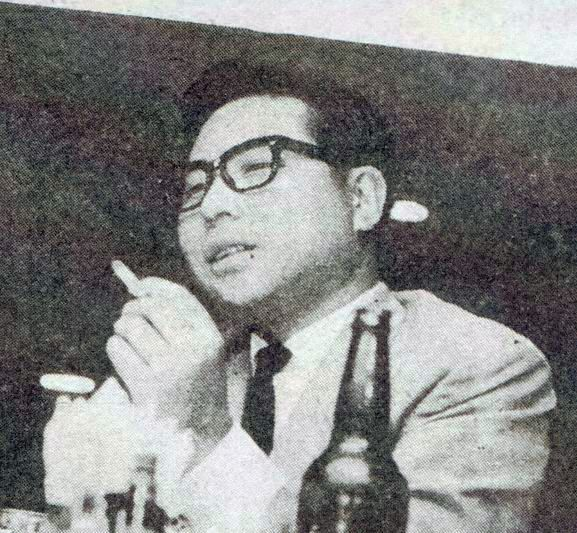
司会者、タレント、政治家大橋巨泉(1934-2016)没。

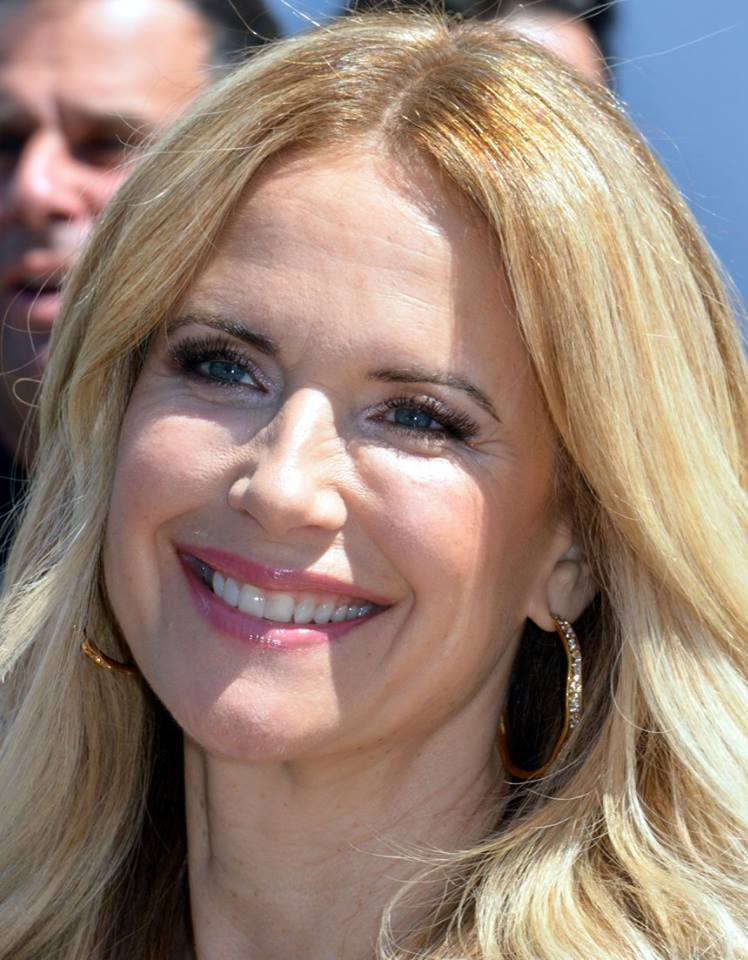
女優ケリー・プレストン(1962-2020)没。

- 1101年（康和3年6月15日） - 寛意、僧（* 1062年）
- 1206年（建永元年6月5日） - 重源、僧（* 1121年）
- 1426年（応永33年6月8日） - 千葉満胤、武将（* 1359年）
- 1429年 - ジャン・ジェルソン、神学者（* 1363年）
- 1441年（嘉吉元年6月24日） - 足利義教、室町幕府第6代将軍（* 1394年）
- 1536年 - デジデリウス・エラスムス、人文主義者（* 1466年）
- 1657年（明暦3年6月2日） - 松永尺五、儒学者（* 1592年）
- 1682年 - ジャン・ピカール、天文学者（* 1620年）
- 1699年（元禄12年6月16日） - 河村瑞賢、商人（* 1617年）
- 1702年（元禄15年6月18日）- 南部重信、第3代盛岡藩主（* 1616年）
- 1712年 - リチャード・クロムウェル、イギリスの第2代護国卿（* 1626年）
- 1736年（元文元年6月4日） - 井伊直惟、第8代彦根藩主（* 1700年）
- 1742年 - エヴァリスト・ダッラーバコ、作曲家（* 1675年）
- 1751年（宝暦元年6月20日） - 徳川吉宗、江戸幕府第8代将軍 （* 1684年）
- 1773年 - ヨハン・ヨアヒム・クヴァンツ、作曲家、フルート奏者（* 1697年）
- 1791年（寛政3年6月12日） - 毛利治親、第9代長州藩主（* 1754年）
- 1804年 - アレクザンダー・ハミルトン、弁護士、ジャーナリスト、政治家（* 1755年）
- 1814年 - ウィリアム・ハウ、イギリス軍の将軍（* 1729年）
- 1820年（文政3年6月3日） - 南部利敬、第10代盛岡藩主（* 1782年）
- 1825年 - ドロテア・フォン・ロッデ＝シュレーツァ（英語版）、哲学者（* 1770年）
- 1840年（天保11年6月14日） - 園基茂、公家（* 1793年）
- 1845年 - ヘンリック・ヴェルゲラン、作家、歴史家、牧師（* 1808年）
- 1849年 - ドリー・マディソン、アメリカ合衆国のファーストレディ（* 1768年）
- 1855年 - パーヴェル・ナヒーモフ、ロシア海軍の提督（* 1802年）
- 1874年 - 伊達慶邦、第13代仙台藩主（* 1825年）
- 1892年 - アレクサンダー・カートライト、野球発案者（* 1820年）
- 1905年 - 巖谷一六、官僚、書家（* 1834年）
- 1905年 - 西久保豊一郎、日本陸軍の少佐（* 1870年）
- 1908年 - 松平定敬、桑名藩主、京都所司代（* 1847年）
- 1910年 - チャールズ・ロールズ、ロールス・ロイス共同創業者（* 1877年）
- 1917年 - ヒューゴ・シンベリ、画家（* 1873年）
- 1921年 - オスヴァルト・シュミーデベルク、薬理学者（* 1838年）
- 1921年 - ハリー・ホーカー、飛行家、ホーカー創業者（* 1889年）
- 1922年 - ジョン・モーズビー、探検家、イギリス海軍の軍人（* 1830年）
- 1926年 - ガートルード・ベル、イギリスの女性情報員、考古学者、紀行作家、登山家（* 1868年）
- 1931年 - ナータン・セーデルブロム、聖職者、ノーベル平和賞受賞者（* 1866年）
- 1932年 - 栃内曽次郎、第12・13代連合艦隊司令長官（* 1866年）
- 1933年 - 山元春挙、日本画家（* 1872年）
- 1934年 - オーレ・エヴィンルード（英語版）、実業家、船外機を発明（* 1877年）
- 1935年 - アルフレッド・ドレフュス、軍人（* 1859年）
- 1936年 - 岩原謙三、実業家、元芝浦製作所社長・日本放送協会会長（* 1863年）
- 1936年 - 安藤輝三、日本陸軍の大尉（* 1905年）
- 1936年 - 中橋基明、日本陸軍の中尉（* 1907年）
- 1936年 - 栗原安秀、日本陸軍の中尉（* 1908年）
- 1936年 - 香田清貞、日本陸軍の少尉（* 1903年）
- 1936年 - 林八郎、日本陸軍の少尉（* 1914年）
- 1944年 - 中河美芳、プロ野球選手（* 1920年）
- 1949年 - ダグラス・ハイド、政治家、アイルランド大統領、ゲール語連盟設立者（* 1860年）
- 1953年 - ジョゼフ・ジョンゲン、作曲家（* 1873年）
- 1959年 - 中村時蔵 (3代目)、歌舞伎役者（* 1895年）
- 1966年 - 鈴木大拙、仏教学者（* 1870年）
- 1968年 - アントニオ・ピエトランジェリ、映画監督（* 1919年）
- 1970年 - 関義長、実業家、元三菱電機社長（* 1892年）
- 1971年 - 山下清、画家（* 1922年）
- 1973年 - アレクサンドル・モソロフ、作曲家（* 1900年）
- 1973年 - ロン・チェイニー・ジュニア、俳優（* 1906年）
- 1979年 - 成瀬政男、機械工学者、東北大学名誉教授、初代職業訓練大学校校長（* 1898年）
- 1979年 - ゲオールギイ・ベリーエフ、航空機設計者（* 1903年）
- 1979年 - ミニー・リパートン、ソウルミュージック歌手（* 1947年）
- 1982年 - ケネス・モア、俳優（* 1914年）
- 1987年 - 臼井吉見、編集者、評論家（* 1905年）
- 1987年 - 大野良雄、実業家、元資生堂社長（* 1921年）
- 1988年 - ジョシュア・ローガン、映画監督（* 1908年）
- 1988年 - 中村光夫、文芸評論家（* 1911年）
- 1989年 - 田中於菟弥、インド学、インド文学者（* 1903年）
- 1989年 - 寺田政明、画家（* 1912年）
- 1994年 - ジェームズ・ジョル、歴史学者（* 1918年）
- 1996年 - 安川加壽子、ピアニスト（* 1922年）
- 1996年 - ジョン・チャンセラー（英語版）、ジャーナリスト（* 1927年）
- 1997年 - 津村重舎 (二代目)、実業家、元津村順天堂（現 株式会社ツムラ）社長（* 1908年）
- 1998年 - 山田政夫、レーシングドライバー (* 1951年)
- 1999年 - 岩橋英遠、日本画家（* 1903年）
- 1999年 - 牛島秀彦、ノンフィクション作家、評論家（* 1935年）
- 2001年 - 豊永光、官僚、政治家、元名瀬市長（* 1916年）
- 2001年 - ジェイムズ・バーナード、作曲家（* 1925年）
- 2002年 - メアリー・カルー、陸上競技選手、1932年ロサンゼルスオリンピック金メダリスト（* 1913年）
- 2003年 - 芦原義重、実業家（* 1901年）
- 2003年 - ベニー・カーター、アルト・サックス・クラリネット・トランペット奏者、作曲家、編曲家（* 1907年）
- 2004年 - 島原輝夫、元プロ野球選手（* 1927年）
- 2005年 - ピエロ・カプッチルリ、バリトン歌手（* 1929年）
- 2006年 - ヒューバート・ランポ、小説家（* 1920年）
- 2006年 - 薗田憲一、ミュージシャン（薗田憲一とデキシーキングス）（* 1929年）
- 2006年 - ロレダナ・ヌシアック（英語版）、女優（* 1942年）
- 2007年 - 柴田武、言語学者（* 1918年）
- 2007年 - 小木新造、歴史学者（* 1924年）
- 2007年 - 黒木靖夫、工業デザイナー、ウォークマン開発者（* 1932年）
- 2009年 - ニコラ・スタンチェフ、レスリング選手、1956年メルボルンオリンピック金メダリスト（* 1930年）
- 2009年 - モニカ・ハヴェルカ、元ボート選手、バスケットボール選手（* 1956年）
- 2009年 - アルマズ・タシエフ、ジャーナリスト（*1976年または1977年）
- 2010年 - 松尾昭典、映画監督（* 1928年)
- 2010年 - ジェイムズ・P・ホーガン、SF作家（* 1941年)
- 2011年 - 沼田鈴子、平和運動家（* 1923年）
- 2011年 - 宮尾すすむ、タレント（* 1934年）
- 2012年 - ダラ・シン、元プロレスラー（* 1928年）
- 2012年 - 和田嘉訓、映画監督、脚本家（* 1935年）
- 2013年 - アマー・G・ボーズ、実業家、マサチューセッツ工科大学名誉教授、BOSE創業者（* 1929年）
- 2013年 - 高橋たか子、小説家（* 1932年）
- 2013年 - 柴崎勇、競馬調教師・元騎手（* 1949年）
- 2013年 - 田中りえ、小説家（* 1956年）
- 2014年 - 副島輝人、ジャズ評論家（* 1931年）
- 2015年 - 松田堯、実業家、元両備グループ会長（* 1922年）
- 2015年 - 犬養康彦、実業家、元共同通信社社長（* 1928年）
- 2015年 - 松鶴家祐二、漫才師、漫談家（* 1951年）
- 2016年 - 柴田承二、薬学者、東京大学名誉教授（* 1915年）
- 2016年 - 大橋巨泉、タレント、司会者（* 1934年）
- 2016年 - 山本和郎、心理学者、慶應義塾大学名誉教授、元日本・精神技術研究所心理臨床学院長（* 1935年）
- 2017年 - 三谷吾一、漆芸家、元日展理事（* 1919年）
- 2018年 - 塙昭彦、実業家、元デニーズジャパン社長（* 1946年）
- 2019年 - フェルナンド・J・コルバト、計算機科学者（* 1926年）
- 2019年 - 川又良也、法学者、元大阪国際大学学長、京都大学名誉教授（* 1931年）
- 2019年 - ラッセル・スミス、シンガーソングライター（元アメージング・リズム・エイセズ）（* 1949年）
- 2019年 - 純アリス、女優、タレント（* 1953年）
- 2020年 - ヴィム・シュルビア、元サッカー選手、指導者（* 1945年）
- 2020年 - ジュディ・ダイブル、シンガーソングライター（元フェアポート・コンヴェンション）（* 1949年）
- 2020年 - ケリー・プレストン、女優（* 1962年）
- 2021年 - ポール・オーンドーフ、元プロレスラー、元NWA世界タッグチーム王者、WCW世界TV王者・WCW世界タッグチーム王者、WWE殿堂（* 1949年）
- 2022年 - 石川忠久、中国文学者、元二松學舍大学学長・名誉教授（* 1932年）
- 2022年 - 土屋元、政治家、千葉県勝浦市長（* 1949年）
- 2022年 - 増木重夫、政治活動家（* 1952年）
- 2023年 - 内田勲、実業家、元横河電機会長（* 1936年）
- 2023年 - アンドレ・ワッツ、ピアニスト（* 1946年）
- 2023年 - ryuchell、タレント（* 1995年）
- 2024年 - 松谷蒼一郎、建設官僚、政治家（* 1928年）
- 2024年 - 張存浩、物理化学者（* 1928年）
- 2024年 - 小原乃梨子、声優、女優、ナレーター（* 1935年）
- 2024年 - 宮原秀夫、情報ネットワーク学者、第15代大阪大学総長（* 1943年）
- 2024年 - 大沢勉、元プロ野球選手（* 1948年）
- 2024年 - ビル・ヴィオラ、ビデオ・アートアーティスト（* 1951年）
- 2025年 - 佐藤勇、政治家、宮城県栗原市長、宮城県議会議員・議長（* 1942年）
- 2025年 - 中山麻理、女優（* 1948年）
- 2025年 - ルドルフ・ヴァン・デン・ベルフ、映画監督、脚本家（* 1949年）

## 記念日・年中行事
- 独立記念日（ サントメ・プリンシペ）
1975年のこの日、サントメ・プリンシペがポルトガルより独立。
- 独立記念日（ キリバス）
1979年のこの日、キリバスがイギリスより独立。
- マララ・デー（英語版）（ 世界）
マララ・ユスフザイを賛える記念日。マララ・ユスフザイの誕生日（1997年生）。
- ローリング・ストーンズ記念日
1962年のこの日、ローリング・ストーンズがロンドン・マーキークラブで初のライブを行ったことを記念[8]。
- 洋食器の日（ 日本）
日本金属洋食器工業組合が制定。日付は、「ナ(7)イ(1)フ(2)」の語呂合わせから[9]。
- ラジオ本放送の日（ 日本）
1925年のこの日、東京放送局（現在のNHK放送センター）がラジオの本放送を開始したことを記念。仮放送が始まったのは同年の3月22日で、この日は放送記念日になっている[10]。
- 人間ドックの日（ 日本）
1954年のこの日、国立東京第一病院（現在の国立国際医療研究センター病院）で日本初の人間ドックが行われたことを記念[11]。
- ひかわ銅剣の日（ 日本）
島根県斐川町（現出雲市）が制定。1984年のこの日、斐川町の荒神谷から弥生時代の銅剣358本が発見された。後に、その全てが国宝に指定された[12]。
- O157 堺市学童集団下痢症を忘れない日（ 日本）
1996年のこの日、腸管出血性大腸菌(O157)による食中毒に9,523人が罹患し、児童3名が死亡した（堺市学童集団下痢症）ことを風化させないことを目的として、2012年に堺市が制定[3]。
- 宇佐からあげの日（USA☆宇佐からあげ合衆国建国記念日）（ 日本）
「宇佐からあげ」をさらに広めるために制定。日付は、2012年のこの日、「からあげ石」を建立し、からあげによるまちづくりを進める宇佐市に「USA☆からあげ合衆国」が建国されたことから[13]。
- 伊佐須美神社 御田植祭（ 日本）
福島県会津美里町の伊佐須美神社で、御田植祭が開催される。伊勢神宮の朝田植祭、熱田神宮の夕田植祭とともに、「日本三田植祭」のひとつに数えられる神事で、7月12日をメインに、7月11日から7月13日まで祭礼が行われる[14]。